# Rally Cataluña de 1962
El Rally Cataluña de 1962, oficialmente 6.º Rally Cataluña-13.º Vuelta a Cataluña, fue la sexta edición y la tercera ronda de la temporada 1962 del Campeonato de España de Rally. Se celebró del 2 al 3 de junio.

## Clasificación final
| Pos. | Piloto                  | Copiloto               | Automóvil              | Tiempo | Diferencia |
| ---- | ----------------------- | ---------------------- | ---------------------- | ------ | ---------- |
| 1.   | Antonio Grifoll «Clery» | «Cala»                 | BMW 700                | 11:04  | 0.0        |
| 2.   | Vittorio Lepori         | Montse Barangó         | Fiat Abarth 1000 TC    | 11:25  | +0:20      |
| 3.   | Ignacio Baixeras        | María Luisa Boter      | BMW 700                | 11:31  | +0:26      |
| 4.   | Estanislao Reverter     | Óscar Caprotti         | BMW 700                | 11:39  | +0:34      |
| 5.   | Buenaventura Riveraygua | Juan Castells          | Auto Union 1000        | 11:45  | +0:40      |
| 6.   | Antonio Roqué           | «Cosaco-Ribó»          | Alfa Romeo Giulietta S | 12:05  | +1:00      |
| 7.   | Félix Bruin             | Enrique Molins         | Alfa Romeo Giulietta S | 12:09  | +1:04      |
| 8.   | Ramón Grifoll           | Luis Dalmau            | BMW 700                | 12:21  | +1:16      |
| 9.   | Francisco Pérez         | Marcelo González       | BMW 700                | 12:36  | +1:32      |
| 10.  | Juan Andrés Molins      | José Francisco Cervetó | BMW 700                | 12:52  | +1:47      |